# Слатине у долини Златице
Слатине у долини Златице представљају слатинска станишта, природно богатство велике вредности. Ова станишта се налазе на Директиви о стаништима Европске уније као станишта која захтевају неодложиву и приоритетну заштиту због велике угрожености и огромних ботаничких вредности.

## Слатине
Слатине или слана земљишта су земљишта која се налазе под утицајем алкалних соли и у којима је натријум одлучујући фактор. Слатине су хидро-халогене творевине, и у њиховом стварању прва улога припада води и солима. Слатине су земљишта која су услед процеса засољавања и алкализације, односно расољавања и деалкализације, изменила више или мање своје првобитне особине.

## Положај
Слатинска станишта се налазе у Аутономној покрајини Војводини, у северном делу Баната између Падеја, Остојићева, Чоке, Банатског Моноштора, Црне Баре, Врбице и Јазова, односно пружа се у правцу североисток-југозапад дуж Реке златице од државне границе са Румунијом до Падеја. Административно се налази у  Севернобанатском управном округу, на подручју општине Чока и Кикинда на територији осам катастарских општина. 

## Биљни свет
У оквиру 15 обрађених ширих локалитета у значајне врсте које су утврђене на највише локалитета се убрајају врањемил (Limonium gmelinii subsp. hungaricum)трава против глиста (Artemisia santonicum subsp, santonicum), проха (Beckmannia eruciformis) и Phaliurus pannonicus. Од 41. забележене значајне врсте и подврсте њих 25 односно преко 60% је везано за слатинска станишта и 12 за степска и шумостепска станишта, што указује на значај подручја долине реке Златице и њене околине у очувању ретких и угрожених представника флоре панонских слатинско-степских мозаика.

## Животињски свет
На истраживаном простору забележене су свега три врсте инсеката са статусом строго заштићених у Србији: панонски скакавац (Acrida ungarica), двотачкаста бубамара (Adalia bipunctata) и велики купусар (Pieris brassicae)

## Фактори угрожавања
Фактори који могу да угрозе ово станиште су фрагментација, маргинални утицаји, антропогени утицаји и деградација.
Што се тиче антропогеног утицаја, данас су на овом природном добру све разноврсније делатности које директно или индиректно угрожавају опстанак природних реткости и укупне природне вредности подручја. Добар део природних екосистема човек је до данас, поступно уништавао у циљу добијања пољопривредних површина. Предео је нарушен првенствено због претварања слатинских станишта у њиве.

## Галерија
- Камилица
- Слатински пелин
- Слатински цвет
- Acrida ungarica